# Wissadula stipulata
Wissadula stipulata är en malvaväxtart som beskrevs av Bovini. Wissadula stipulata ingår i släktet Wissadula och familjen malvaväxter. Inga underarter finns listade i Catalogue of Life.